# 拉巴洛条约 (1922年)
《拉帕洛条约》（德語：Vertrag von Rapallo）是1922年4月16日由德国魏玛政府与俄罗斯苏维埃在意大利利古里亚省拉帕洛签署的条约。
《拉帕洛条约》是在热那亚会议上由俄罗斯苏维埃外长格奥尔基·契切林和德国外长瓦尔特·拉特瑙所签署的。两国借此宣布放弃在布列斯特-立陶夫斯克条约及一战后向对方提出的领土和金钱之要求。而且，两国也同意外交正常化并“友好合作，在经济上互惠互利”。
7月29日，根据一项秘密协议，德国能够送军士到俄国受训，其实违反了《凡尔赛条约》。11月5日，两国在柏林签署附加协议，将条款延伸到俄国所控制之乌克兰、白俄罗斯、格鲁吉亚、阿塞拜疆、亚美尼亚与远东共和国的苏维埃。
条约结束了德国与俄国在一战及俄国革命之后的外交孤立。由于双方都在凡尔赛条约中失去可观的领土与政治力量，所以两国的目标是组成“反凡尔赛同盟”，抗衡西方国家。基于两国的地位提高，西方对其友好关系有所担忧。在德国，对于共和政府跟一个共产国家和解并保持良好关系，部分保守和极右人士也感到担忧。波兰、波罗的海国家与芬兰都因俄国地位提高而紧张。它们尝试在国防与外交增加合作，但由于各自的议会反对而没有成事。
德俄两国后来签署了1926年柏林条约重申双方良好关系，但德国后来与英国与法国改善关系后，德俄关系渐趋平淡。